# Brunsbüttel
Brunsbüttel település Németországban, Schleswig-Holstein tartományban. Lakosainak száma 12 651 fő (2023. december 31.). Brunsbüttel Marne (Holstein) községgel határos.

## Népesség
A település népességének változása:
| Lakosok száma | 11 451 | 12 642 | 12 704 | 12 644 | 12 554 | 12 381 | 12 603 | 12 651 |
|               | 1975   | 2014   | 2017   | 2018   | 2019   | 2021   | 2022   | 2023   |

## Híres személyek
- itt született Horst Wohlers (1949–) német labdarúgó, edző